# كين جاكوبس
كين جاكوبس (بالإنجليزية: Ken Jacobs)‏ هو مخرج أمريكي، ولد في 25 مايو 1933 في بروكلين في الولايات المتحدة.

## وصلات خارجية
- الموقع الرسمي
- كين جاكوبس على موقع IMDb (الإنجليزية)
- كين جاكوبس على موقع ألو سيني (الفرنسية)
- كين جاكوبس على موقع أول موفي (الإنجليزية)
- كين جاكوبس على موقع قاعدة بيانات الفيلم (الإنجليزية)
- كين جاكوبس على موقع كينوبويسك (الروسية)